# Паскару, Василий Яковлевич
Василий Яковлевич Паскару (настоящая фамилия — Паскарь; рум. Vasile Yakovlevici Pascaru, укр. Василь Якович Паскару; 1 января 1937, Молдова, Королевство Румыния — 2 октября 2004, Кишинёв, Молдова) — советский и молдавский кинорежиссёр и сценарист. Лауреат Государственной премии Молдавской ССР (1982).

## Биография
Василий Яковлевич Паскару (Паскарь) родился 1 января 1937 года в селе Молдова.
В 1955-1958 годах учился на физико-математическом отделении Кишинёвского университета. В 1965 году окончил Всесоюзный государственный институт кинематографии (мастерская Б. Долина, Г. Широкова). С 1966 года — режиссёр-постановщик киностудии «Молдова-филм», снимался в эпизодах. В 1976-1981 годах занимал пост Первого секретаря Союза кинематографистов Молдовы. Член Коммунистической партии Советского Союза с 1976 года.

Творчеству Паскару свойственны обращение к социальной тематике, чёткость гражданской позиции, умение передать психологическую напряжённость экранного действия, экспрессивность киноязыка.

Ушёл из жизни 2 октября 2004 года в возрасте 67 лет в Кишинёве.

## Фильмография

### Режиссёр
- 1965 — Улыбка
- 1967 — Марианна
- 1969 — Та самая ночь
- 1970 — Риск
- 1971 — Красная метель
- 1972 — Красно солнышко
- 1973 — Мосты
- 1974 — Мужчины седеют рано
- 1976 — Никто вместо тебя
- 1978 — Крепость
- 1980 — Большая-малая война
- 1982 — Лебеди в пруду
- 1982 — Эта мужская дружба
- 1985 — Тихая застава
- 1985 — Жизнь и бессмертие Сергея Лазо
- 1990-1991 — Кодры

### Сценарист
- 1973 — Мосты
- 1978 — Крепость
- 1980 — Большая-малая война
- 1982 — Лебеди в пруду

## Награды
- Серебряная медаль имени А. П. Довженко за фильм «Большая-малая война» (1981).
- Государственная премия Молдавской ССР за фильм «Большая-малая война» (1982).